# Pawłowice (powiat żyrardowski)
Pawłowice – wieś w Polsce położona w województwie mazowieckim, w powiecie żyrardowskim, w gminie Mszczonów.
W skład sołectwa Pawłowice wchodzą także wsie Małachowszczyzna i  Olszewek
W latach 1975–1998 miejscowość należała administracyjnie do województwa skierniewickiego.